# Aleksandra Zych
Aleksandra Zych (n. 28 iulie 1993, în Wałbrzych) este o handbalistă din Polonia care evoluează pe postul de intermediar dreapta pentru clubul polonez EKS Start Elbląg și echipa națională a Poloniei. Anterior ea a evoluat pentru echipele românești CS Măgura Cisnădie și CS Minaur Baia Mare.
Zych a evoluat pentru naționala de handbal feminin a Poloniei la Campionatele Europene din 2014, 2018, 2020 și la Campionatele Mondiale din 2015 și 2017

## Palmares
- Liga Campionilor:
  - Locul 4: 2019
  - Grupe: 2018, 2024
  - Calificări: 2013

- Cupa Cupelor:
  - Optimi: 2013
  - Turul 3: 2015, 2016

- Liga Europeană:
  - Locul 4 (Turneul Final Four): 2022

- Cupa EHF:
  - Grupe: 2018
  - Turul 1: 2017

- Cupa Challenge:
  - Turul 3: 2014

- Campionatul Poloniei:
  -  Câștigătoare: 2017, 2024
  -  Medalie de argint: 2015
  -  Medalie de bronz: 2014, 2016

- Cupa Poloniei:
  -  Câștigătoare: 2014, 2015, 2016, 2024

- Campionatul Franței:
  -  Câștigătoare: 2019

- Cupa Franței:
  -  Câștigătoare: 2019

- Campionatul Germaniei:
  -  Câștigătoare: 2020

- Trofeul Carpați:
  -  Câștigătoare: 2017